# Badania operacyjne
Badania operacyjne – dyscyplina naukowa związana z teorią decyzji pozwalająca wyznaczyć metodę i rozwiązanie określonych problemów związanych z podjęciem optymalnych decyzji. Badania operacyjne to zbiór metod matematycznych i statystycznych, obejmujących m.in.:
- programowanie matematyczne
  - programowanie liniowe
  - programowanie całkowitoliczbowe
  - programowanie zero-jedynkowe
  - programowanie celowe
  - programowanie kwadratowe
  - programowanie nieliniowe
  - programowanie dynamiczne
- zagadnienie transportowe
- algorytmy sieciowe
- zarządzanie projektem
  - CPM
  - PERT
  - wykres Gantta
- teoria zapasów
  - zagadnienie gazeciarza
- teoria kolejek
- łańcuch Markowa
- analiza szeregów czasowych
- metody gradientowe

Historycznie badania operacyjne wywodzą się z naukowego zarządzania, a obecnie przyjmuje się je za część teorii decyzji.
Badania operacyjne zostały zapoczątkowane w okresie II wojny światowej w Stanach Zjednoczonych i Wielkiej Brytanii jako metody pozwalające podejmować lepsze decyzje związane z logistyką i planowaniem szkoleń. Między innymi udowodniono, że duże konwoje są bezpieczniejsze, co było związane z mniejszym prawdopodobieństwem natrafienia na wrogiego u-boota. Po wojnie zaczęto z powodzeniem stosować metody badań operacyjnych do sprawnego zarządzania w przemyśle.

## Zobacz
- optymalizacja
- teoria decyzji